# Нугеду-Сан-Николо
Нугеду-Сан-Николо (итал. Nughedu San Nicolò) — коммуна в Италии, располагается в регионе Сардиния, в провинции Сассари.
Население составляет 925 человек (2008 г.), плотность населения составляет 14 чел./км². Занимает площадь 68 км². Почтовый индекс — 7010. Телефонный код — 079.
Покровителем коммуны почитается святитель Николай Мирликийский, празднование 6 декабря.

## Демография
Динамика населения:

## Администрация коммуны
- Официальный сайт: http://www.comunas.it/nughedusannicolo/ Архивная копия от 4 июля 2010 на Wayback Machine